# Xã Kidder, Quận Caldwell, Missouri
Xã Kidder (tiếng Anh: Kidder Township) là một xã thuộc quận Caldwell, tiểu bang Missouri, Hoa Kỳ. Năm 2010, dân số của xã này là 1.081 người.